# Reina Paulino
Reina Paulino de la Cruz – dominikańska zapaśniczka walcząca w stylu wolnym. Brązowa medalistka mistrzostw panamerykańskich w 2005. Wicemistrzyni igrzysk Ameryki Środkowej i Karaibów w 2006 roku.